# Antifanes
Antifanes, född omkring 406 f. Kr., död omkring 332 f. Kr., var en grekisk komediförfattare.
Antifanes produktion omfattar över 260 skådespel och förebådar med sina burleskt mytologiska men vardagliga motiv den nyattiska komedin. Fragment av betydligt fler komedier finns bevarade.
Asteroiden 8319 Antiphanes är uppkallad efter honom.